# 알리사 프라인들리히
알리사 브루노브나 프라인들리히(독일어: Alisa Brunovna Freindlich, 러시아어: Али́са Бру́новна Фре́йндлих 알리사 브루노브나 프레이들리흐[*], 1934년 12월 8일 ~ )는 소비에트 연방과 러시아의 배우이자 소비에트 연방의 인민 예술가였다.

## 약력
그녀는 1934년 12월 8일 소비에트 연방 레닌그라드에서 유명한 배우이자 소비에트 연방의 인민 예술가였던 브루노 프라인들리히의 딸로 태어났다. 그녀는 독일계 러시아인이다. 그녀의 아버지와 아버지쪽 친척들은 러시아 제국에서 살고 있던 독일계 러시아인이였다. 그녀는 1961년에 렌소베트 극장에서 일을 했지만, 1982년에 이혼으로 떠날 수밖에 없었다. 그러자 게오르기 톱스토노고프가 그녀를 자기 회사로 채용했다.